# 孔子世家谱
《孔子世家谱》用于记录孔子家族繁衍和传承历史，谱中主要记录了自孔子以降2500多年间，孔子后裔的辈分、名号、居所、迁徙、任职、子嗣等部分或全部情况。

## 历史
《孔子世家谱》是世界上连续传承时间最悠久之一，记录最完整，资料最详谨，内容最广泛的家族谱牒，其最早见于司马迁的《史记·孔子世家》，其中记录了自孔子曾祖父孔防叔至西汉司马迁同时期的孔子子孙十几代的传承关系，正式的孔子世家谱是宋代的元丰谱。
从汉代到唐，因为孔子后裔的封爵、世袭、祭祀（孔子后裔也担任商宗庙的祭祀）等传承，孔子家谱的修订一直由当时的朝廷来严格完成，但是只记录嫡长承袭者一脉。当时，孔子后裔人丁并不兴旺，且居于曲阜，少有外迁。到了宋代，孔子后裔全族正式有谱，始在民间兴起，但只有手抄本。宋元丰甲子年间（公元1084年），孔子第46代孙孔宗翰，当时官居朝议大夫，创修孔氏家谱，始为刊印。到明弘治二年（公元1489年），孔弘颙重修付梓。并定为六十年一大修，三十年一小修；大修以甲子为期，小修以甲午为期，然而这个规定并没有严格执行。明天启年间重修一次，清顺治十年未及甲子又重修，之后康熙、乾隆两甲子均重修，民国时期历7年1937年修成一次，最近的重修历时10年2009年修成。1937年民国版《孔子世家谱》共四集，收录孔子后裔56余万人。2009年版《孔子世家谱》全谱共约2500万字，80册，收录的孔氏族人数量约200万人。
历史上的孔氏族谱：
- 北宋元丰谱
- 北宋孔氏祖庭杂记
- 南宋东家杂记
- 南宋绍兴谱（南宗）
- 南宋景定谱（南宗）
- 金孔氏祖庭广记（北宗）
- 元大德阙里世系图（北宗）
- 元天历谱（南宗）
- 元中兴重立宗支图（北宗）
- 元至正谱（南宗）
- 明洪武谱（南宗）
- 明成化谱（南宗）
- 明弘治谱
- 明天启谱
- 清顺治谱
- 清康熙谱
- 清乾隆谱
- 民国谱

二十世纪九十年代之前，孔氏族谱（孔子世家谱）虽重修、续修多次，至今能够见到的仅有明成化天启、清康熙、乾隆及民国年间的谱牒5部。其中明天启谱仅存残本。

### 明天启《孔氏族谱》
天启二年（1622年）纂修，共8卷，刊印98部，主要纂修人为孔弘颙。此次修谱规定“义子不能入谱”。开印时，宗主、县主亲自到场，督印14页，每页印98张，即毁掉印板，以防私印。装订后，捧到孔庙诗礼堂加盖公府、本县印信和家庭、林庙关防印后，择日分发。其后，遇有事故，户头、户举各带谱牒至庙，以备查验。如无印信或印文不对，即系私谱，以律究治。该谱卷首载有衍圣公孔衍植、世职知县孔闻简两篇序文和《孔氏宗传总论》、《阙里孔氏谱系引》、《伪孔考》和凡例等内容。卷一为一代至四十二代。一代孔子名下有姓源、年谱等项；二代以下多有小传。卷二从四十三代孔仁玉到五十五代孔克坚。卷三至卷八为57户的繁衍情况。

### 清康熙《孔子世家谱》
康熙二十一年（1682年）八月开纂，至次年十二月完成，康熙二十三年（1684年）二月告庙颁谱，共刊印100部。参加纂修者共7人，设鉴定、监修、督刊、编次、校阅等职，以衍圣公孔毓圻为鉴定，孔尚任为编次。在开局修谱前后，衍圣公及家庭族长先后向族人4次榜示，提出修谱要“严核假冒，表彰懿行，斥除匪类，务秉至公”，并规定凡不孝、不悌、干名、犯义、僧道、邪巫、优卒、贱役和不按规定行辈表字命名的，均不准入谱。这次修谱按《史记·孔子世家》定名为《孔子世家谱》，在内容安排及分户上也作了一些调整。该谱共24卷。卷首有衍圣公孔毓圻、世职知县孔兴的序文和凡例等。卷一为姓源，卷二为年表，卷三为世系，卷四为中兴，卷五至卷二十四分别记载了20派60户的繁衍状况。卷末附有《流寓记》和《跋》。《流寓记》概括记述了外徙10个支派，包括浙江衢州西安县孔传子孙，河南开封仪封县孔惟时子孙，镇江府丹阳县孔绚子孙等，其后裔人名未作详载。

### 清乾隆《孔子世家谱》
乾隆九年（1744年）修。参与修谱者共24人，设总裁、提调、监修、编次、校阅、收掌、誊录、督刊、收发、供应等职，衍圣公孔昭焕任总裁，孔传斌、孔继儒、孔继汾、孔毓佶为编次。开馆之前，衍圣公孔昭焕榜示修谱条例及凡例，提出“严核假冒，详查遗漏，表彰懿行，斥除匪类，务秉至公”的要求。开馆时，衍圣公率领族人昭告祖庙，宣读祝文、誓词。告知凡义子、赘婿、随母改嫁的养子、僧道、干犯名义和下贱者均不能入谱。对懿行显官、道德硕儒以及孝子、悌弟、义士、仁人、高隐、名流、词林、艺苑，均上报其生平事迹，载入谱牒。要求修谱人员“毋便己私，毋徇情面，毋存疑致滥，毋挟怨生嫌”。为防假冒，对入谱族人要求各户头、户举出具甘结作保，还发动族人知情者检举。全谱共24卷，刊印120部，告庙颁发。该谱因纂修时未予避讳，触犯甚多，于乾隆四十七年（1782年）又作了改刊。将原本旧序和跋大部分抽掉，删去姓源和年表两卷，孔子事迹及名人传略也作了核实精简。改刊本减至22卷，刊印265部。

### 民国《孔子世家谱》
1930年10月开馆纂修，至1937年11月告成。全谱325部，支谱1813部，铅印。修谱人员由66人组成，设总裁、提调、监修、编次、校阅、收掌、文牍、书记、收发、庶务、会计、交际、督刊等职，大成至聖先師奉祀官孔德成任总裁，孔广彬、孔广梅等13人为编次。修谱程序和禁止入谱人员与前谱大致相同。该谱设卷首，下分4集108卷。卷首除孔德成、家庭族长孔传堉的序文外，还收入旧谱中的序文10篇，另有凡例、姓源、宗派总论、圣祖至四十二代图、中兴祖至20派图、20派至60户图、嫡系考、嫡系图、南宗图、伪孔辨、内院真孔图与外院伪孔图等。
初集共62卷，卷一、卷二从始祖至分60户，卷三至卷六十二为60户，每户1卷。二集34卷，记载中兴祖之后外迁的南宗派、江西新建支、四川阆中支等34个支派，每支（派）1卷。三集10卷，记载中兴祖之前外迁的平阴、郏县、宁陵、献县、丹阳、岭南等10个支派，每派1卷。四集2卷，记历代外迁而前谱失叙的山西赵城县、四川会理县、江苏靖江县、贵州兴文县等77支族人。该谱对孔子后裔所取得的功名作了详细记载，总计约有5000人，其中
进士240人，举人443人。取得状元、榜眼、探花、会元、解元等名次者也不乏其人。

### 2009年版《孔子世家谱》
由时任中国孔子基金会名誉会长的谷牧先生提议，1996年10月2日，孔令煜之子孔德墉前往台湾，拜会了族兄、七十七代大成至聖先師奉祀官孔德成，就续修家谱一事征得了他的同意。1997年10月20日，孔德墉来到曲阜召集22名近支德字辈兄弟商议修谱事宜。1998年3月，孔子世家谱续修工作协会在香港成立，孔德墉任会长，孔德篪、孔德坊任副会长，孔德宏、孔德威则分别担任办公室主任与编辑部主任，负责具体工作。1998年6月，协会发表告族人书，正式开展了《孔子世家谱》的第五次修订调查登记工作。补遗卷在2008年12月31日停止收集孔子后裔资料，历时10年的《孔子世家谱》第五次大修后裔资料收集工作全面完成。
2009年9月24日，孔子诞辰2560年之际，《孔子世家谱》续修颁谱典礼在曲阜孔庙大成殿隆重举行。
2009年版《孔子世家谱》共搜集140多万孔子后裔资料，再合民国谱所录后裔，新谱的总人数约计达200万，约计2500余万字。本次续修有三大创新：一是跨越性别、民族与地域，收入女性、少数民族、港澳台及海外孔子后裔；二是增加个人信息；三是建立数据库。《孔子世家谱》对研究孔氏家族的人口、分布、变迁及孔氏家族在不同历史时期的社会地位有重要作用。
全谱共八十冊，結構如下：
- 卷首（1冊）
  - 第1冊
    - 前言、序、孔子世家歷朝歷代序文、本次序修發起人、本次序修告全體族人書、孔子世家譜序修工作協會、編纂委員會、本次續修各地分支機構、本次序修各地族人代表、本次序修收支一覽、有關入譜費及捐資收入的說明
    - 凡例、聖祖至四十二代世系圖、中興祖至分二十派世系圖、二十派分六十戶世系圖、衍聖公承襲圖
    - 宗派總論、襲爵考、偽孔辨
- 初集（1～32冊）：六十戶
  - 第1冊後有「始祖至中興祖卷一」、「中興祖至分戶卷二」。
  - 第2冊：大宗戶長支
  - 第3冊：大宗戶二支、三支
  - 第4冊：臨沂戶、孟村戶
  - 第5冊：道溝戶
  - 第6冊：滕陽戶長支
  - 第7冊：滕陽戶二支、三支
  - 第8冊：舊縣戶
  - 第9冊：終吉戶
  - 第10冊：蔡莊戶、戴莊戶、栗園戶
  - 第11冊：時莊戶、泗北戶
  - 第12冊：店北戶、西郭戶
  - 第13冊：仙源戶、泉南戶、齊王戶、盛果戶
  - 第14冊：苗孔戶、文獻戶、沂北戶
  - 第15冊：黌門戶、石村戶、魯賢戶、沂陽戶、孔村戶、王堂戶、小莊戶、宮端戶
  - 第16冊：華店戶
  - 第17冊：古城戶、崗山戶
  - 第18冊：魯城戶，東明支、沂水支
  - 第19冊：莒縣支、日照支
  - 第20冊：孔屯戶、西城戶、舊城戶
  - 第21冊：呂官戶，吉林阿城支、遼寧新賓支、貴州開陽支、四川雲貴支（長支、二支）
  - 第22冊：四川雲貴支三支、四支
  - 第23冊：四川雲貴支五支
  - 第24冊：雲南宣威支、四川大竹支
  - 第25冊：林前戶、防西戶、林門戶
  - 第26冊：官莊戶、大薛戶
  - 第27冊：廣文戶
  - 第28冊：小薛戶、陶樂戶、北公戶
  - 第29冊：紙坊戶、董莊戶、防上戶、高莊戶、南宮戶
  - 第30冊：星村戶、古柳戶、吳孫戶、東村戶、磨莊戶
  - 第31冊：張曲戶、息鄹戶
  - 第32冊：西林戶、林西戶
- 二集（33～52冊）：中興祖後外遷支派
  - 第33冊：南宗派、江西鷹潭支
  - 第34冊：江西新建支、四川閬中支、浙江溫嶺支、浙江錢塘支
  - 第35冊：清平孔莊支、廣東南海大瀝支、河南太康支
  - 第36冊：江蘇吳縣與范縣支、河南新鄉花園村支、河南新鄉八里營支、廣東番禺支、定陶支
  - 第37冊：廣西灌陽支、成武孔樓支、江蘇豊縣支、成武孔莊支、壽光支
  - 第38冊：牟平派
  - 第39冊：浙江慈谿派、福建閩縣支、安徽徽州支、安徽舒城支
  - 第40冊：浙江衢州派長支
  - 第41冊：廣東揭陽支、安徽太湖支、江蘇句容支
  - 第42冊：江西臨川支
  - 第43冊：浙江衢州派二支、三支、四支
  - 第44冊：湖北通山支、湖北浠水支、江蘇鎮江萊村支
  - 第45冊：浙江衢州派五支
  - 第46冊：安徽淮南支、安徽長豊支、河北雄縣支、安徽合肥支
  - 第47冊：壽光濰縣支、肥城孔莊支、冠縣支、河北棗強與恩縣支
  - 第48冊：鄆城支、四川大邑支、四川邛城支、河北晉縣支、河南考城支
  - 第49冊：江蘇武進支、長清支、德平南孔家莊支、河南濬縣支、德平西孔家莊支
  - 第50冊：江蘇鎮江支、河南武安支、桓臺孔家莊支、湖北新洲支、河南光山支
  - 第51冊：山西陽城濟源支、浙江寧海支、安徽桐城支
  - 第52冊：浙江婺州支、夏津支、浙江諸暨支、河北南宮冀縣支
- 三集（53～76冊）：中興祖前外遷支派
  - 第53冊：浙江平陽派長支、二支、江蘇高淳支
  - 第54冊：公誠支
  - 第55冊：克明支、孔陽村支、思昱後人
  - 第56冊：湖北陽新支、河南鄧縣支，浙江平陽派三支
  - 第57冊：安徽廬江支、江陰梧塍里支
  - 第58冊：河南郟縣派
  - 第59冊：河南寧陵派
  - 第60冊：河北沙河支、濟寧莊河支、吉林雙陽支、河北趙縣支、山西樂平支
  - 第61冊：河南寧陵派二支
  - 第62冊：河北獻縣派
  - 第63冊：公伸支三支、四支、五支、六支，公智支、公明公平支、肅寧支
  - 第64冊：江蘇丹陽派
  - 第65冊：嶺南派
  - 第66冊：番禺小龍支、番禺詵敦支
  - 第67冊：廣州暹岡支
  - 第68冊：懷集支
  - 第69冊：封開支
  - 第70冊：惠州支、河南鄭州支
  - 第71冊：廣東南雄派
  - 第72冊：江西臨夏派
  - 第73冊：浙江溫嶺支、分宜支、湖北陽新支、修水支
  - 第74冊：湖南平江瀏陽派
  - 第75冊：河南魯山派
  - 第76冊：河南河洛派
- 四集（77～78冊）：待攷支
  - 第77冊：山東支、河北北京天津支、山西支、內蒙古支、遼寧支、吉林支、黑龍江支、江蘇上海支、浙江支、福建支、江西支、河南支、湖北支、湖南支、廣東支、廣西支、四川重慶支、貴州支、四川重慶支、貴州支、雲南支
  - 第78冊：安徽支、陝西支、甘肅支、青海支、寧夏支、新疆支、臺港澳支
- 五集（79～80冊）：海外支派
  - 即韓國高麗派。
  - 第79冊：漁村戶
  - 第80冊：孤山戶
  - 後記

## 记录
2005年被吉尼斯世界纪录列为“世界最长家谱”。